# Jaro Leskovšek
Jaro Leskovšek, slovenski enigmatik; * 10. november 1926, Jesenice - † 2009

## Življenjepis
Leskovšek je po vojni študiral klasično filologijo na FF v Ljubljani, 1953-90 je bil zaposlen pri Slovenskem poročevalcu oz. Delu ter deloval kot urednik ugankarske priloge Kaj veš, kaj znaš v nekdanji reviji Tovariš in bil hkrati tudi eden od ustanoviteljev revije KIH ter se pri njih in v slovenskem časnikarstvu sploh uveljavil z enciklopedičnim poznavanjem zelo različnih področij. V slovenskem medijskem prostoru je poznan kot prejemnik glavne nagrade kviza Lepo je biti milijonar na POP TV, maja 2004, takrat je znašala 15 milijonov tolarjev (okvirno 62.500 evrov).